# بيدير كيير
بيدير كيير (بالدنماركية: Peder Kjær)‏ هو لاعب كرة قدم دنماركي في مركز مهاجم ‏، ولد في 23 فبراير 1935 في Hammel Municipality ‏ في الدنمارك. شارك مع منتخب الدنمارك تحت 21 سنة لكرة القدم ومنتخب الدنمارك لكرة القدم. أما مع النوادي، فقد لعب مع آرهوس جمناستيك فورينينغ.

## وصلات خارجية
- بيدير كيير على موقع قاعدة بيانات كرة القدم.إي يو (الإنجليزية)
- بيدير كيير على موقع عالم كرة القدم.نت (الإنجليزية)